# 弗雷桑 (北部省)
弗雷桑（法語：Fressain，法語發音：[fʁɛsɛ̃]）是法国上法兰西大区北部省的一个市镇，位于该省中东部，属于杜埃区。

## 地理
弗雷桑（50°17'17"N, 3°11'43"E）面积6.39 平方千米，位于法国上法蘭西大區北部省，该省份为法国最北部的省份及最长的省份，西北濒北海，西接加来海峡省，南至埃纳省和索姆省，东与比利时接壤。
与弗雷桑接壤的市镇（或旧市镇、城区）包括：蒙什库尔、维莱欧泰特尔、欧比尼欧巴克、比尼库尔、费尚、马尔康奥斯特雷旺。

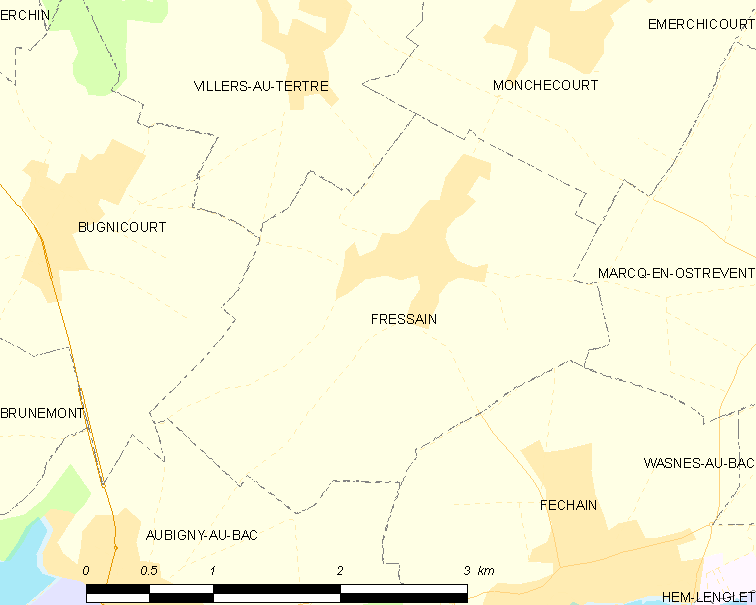
的OSM定位图

弗雷桑的时区为UTC+01:00、UTC+02:00（夏令时）。

## 行政
弗雷桑的邮政编码为59234，INSEE市镇编码为59254。

## 政治
弗雷桑所属的省级选区为阿尼什县。

## 人口

1962-2008年间人口变化图示

弗雷桑于2022年1月1日时的人口数量为906人。